# Ковешников, Дмитрий Степанович
Дмитрий Степанович Ковешников (26 октября 1918, Емельяновка — 17 декабря 1998, Москва) — советский военачальник, генерал-лейтенант, Герой Советского Союза.

## Биография
Родился 26 октября 1918 года в селе Емельяновка (ныне Матвеевского района Оренбургской области) в многодетной семье.
В 1921 году, когда ему было два года, его отец как медработник был отправлен вместе со своей семьёй в Чимкентскую область для борьбы с инфекционными заболеваниями, которые в то время свирепствовали на территории Казахстана. Во время пути мать и сестра заболели тифом и умерли.
В 1928 году, проучившись один год в сельской школе, его забирает старший брат к себе в Коканд (Ферганская область, Узбекская ССР), где Дмитрий окончил восемь классов и курсы гидрометристов. После окончания курсов работал сначала учеником, а затем участковым гидрометристом в Сохском ирригационном бюро в Коканде.

### Служба в Советской армии

#### Участие в войнах
В 1936 году был призван в ряды РККА и в этом же году был направлен в военное училище.
В 1936 году вступил в ВЛКСМ.
В 1939 году окончил Ташкентское Краснознамённое пехотное училище имени В. И. Ленина, после окончания которого в январе лейтенант Д. Ковешников был направлен для продолжения службы в стрелковый полк, находившийся в городе Шепетовка (Киевский военный округ) на должность командира взвода.
В сентябре этого же года участвовал в нескольких операциях Польского похода, затем принимал участие в советско-финской войне, а летом 1940 года — в Бессарабском походе.
В 1940 году работал преподавателем в составе окружных курсов младших лейтенантов-химиков. В том же году был награждён за успехи в боевой и политической подготовке нагрудным знаком «Отличник РККА».
В период с 1940 по 1941 годы служил на западной границе в должности командира стрелковой роты, а потом — помощника начальника штаба 335-го стрелкового полка в городе Коломыя (Ивано-Франковская область, Украинская ССР).
Принимал участие в боях на фронтах Великой Отечественной войны с июня 1941 года, а осенью того же года полк Д. Ковешникова попал в окружение, где вёл ожесточённые бои. После выхода из окружения он служил сначала командиром стрелковой роты, а потом заместителем командира учебного батальона.
В 1942 году назначен на должность помощника начальника штаба горно-стрелкового полка, а затем до 1943 года был начальником отделения штаба горно-стрелковой дивизии.
Летом 1942 года тяжело ранен, а уже в 1943 году вступил в ВКП(б).
В период с 1943 года по 1944 годы служил сначала на должности начальника штаба, а затем командира 1339 горнострелкового полка 318 горнострелковой дивизии (Приморская армия).
В сентябре 1943 года в боях за Новороссийск участвовал в боевых действиях в районе городской электростанции, а в дальнейшем, 14-15 сентября 1943 года — участвовал в отражении немецкого контрудара из северной части города.
В ночь на 1 ноября 1943 года майор Д. Ковешников вместе с передовыми подразделениями 1339-го горнострелкового полка принимал участие в Керченско-Эльтигенской десантной операции. Захватив плацдарм, передовой отряд в течение суток отражал 19 контратак гитлеровцев, поддерживаемых танками. В разгар боя, заменив тяжелораненного командира 1339 стрелкового полка, принял командование полком на себя и впоследствии лично руководил отражением контратак противника.
Освободив Таманский полуостров, 318-я горнострелковая дивизия получила задание первой форсировать Керченский пролив, захватить плацдарм в районе посёлка Эльтиген. Выполняя поставленную задачу, передовой отряд десантников, погрузившись на суда Черноморского флота, в ночь на 1 ноября 1943 года осуществил высадку.
Выбив гитлеровцев из центра и северной окраины посёлка Эльтиген, десантники стали вести бои на высотах за окраинами посёлка для закрепления своих позиций. Передовым отрядом командовал майор Д. Ковешников.
Только в течение первого дня советские солдаты отбили 19 контратак. В критический момент Д. Ковешников первым повёл в атаку десантную группу.
Указом Президиума Верховного Совета СССР от 17 ноября 1943 года за образцовое выполнение боевых заданий командования на фронте борьбы с немецко-фашистским захватчиками и проявленные при этом мужество и героизм майору Ковешникову Дмитрию Степановичу было присвоено высокое звание Героя Советского Союза с вручением ордена Ленина и медали «Золотая Звезда».
После 36-дневных ожесточённых боёв десант под его командованием получил приказ соединиться с войсками в районе города Керчь.
4 декабря 1943 года руководимая им ударная группа десанта прорвала оборону гитлеровцев, и, сделав ночной 20-километровый марш-бросок, с боями, переходившими в рукопашную, вышла к городу Керчь и овладела горой Митридат.
В период с 17 декабря 1943 года по 27 апреля 1944 года Д. Ковешников командовал 1339-м горнострелковым полком 318-й горнострелковой дивизии. Полк принял участие в штурме с моря города Новороссийск и в десантной операции по освобождению от гитлеровцев территории Крыма и города Керчь.
В 1944 году направлен на учёбу в Военную академию имени М. В. Фрунзе.
Окончив ускоренный курс академии в 1945 году, был откомандирован в Югославию для оказания помощи в создании Югославской Народной Армии, в которой находился до второй половины 1947 года.

#### Послевоенная служба
Вернувшись на родину в 1947 году, продолжил службу в Вооружённых Силах СССР. В тот же год был назначен на должность помощника начальника оперативного отделения 70-й гвардейской стрелковой дивизии (Ивано-Франковск, Украинская ССР).
В 1952 году окончил основной факультет Военной академии имени М. В. Фрунзе.
С 1953 по 1955 годы служил командиром батальона курсантов, а затем заместителем по строевой части начальника училища в Кавказском суворовском офицерском училище.
В 1955 году переведён в структуру МВД СССР для работы в системе местной противовоздушной обороны (МПВО) с назначением на пост заместителя начальника МПВО Ростовской области, а с 1960 года уже был начальником штаба Ростовской области.
В начале 1960-х годов вместе с семьёй переехал в Москву.
С 1962 года работал начальником отдела оперативно-штабной подготовки оперативного управления штаба Гражданской обороны СССР, а с 1965 года — заместителем начальника Центральной оперативной зоны Гражданской обороны СССР.
С 1966 по 1978 годы работал на должности начальника оперативного управления — заместителя начальника штаба Гражданской обороны СССР.
В 1970 году генерал-майору ему было присвоено очередное воинское звание генерал-лейтенанта.
В 1978 году после тяжёлой болезни был уволен в отставку.
Уйдя в отставку, вплоть до середины 1990-х годов вёл активную патриотическую работу среди молодёжи.
Умер 17 декабря 1998 года в Москве. Похоронен на Троекуровском кладбище.

## Награды
- Медаль «Золотая Звезда»;
- орден Ленина;
- дважды орден Красного Знамени;
- орден Суворова 3-й степени;
- орден Отечественной войны 1-й степени;
- орден Трудового Красного Знамени;
- орден Красной Звезды;
- орден «За службу Родине в Вооружённых Силах СССР» 3-й степени;
- медали;
- знак «Отличник РККА»;
- Почётный гражданин города-героя Керчь[3].